# As Mãos de Eurídice
As Mãos de Eurídice é uma peça teatral brasileira,  escrita por Pedro Bloch. É considerada o primeiro monólogo interpretado no Brasil.
Sua estréia aconteceu no dia 13 de maio de 1950, no Rio de Janeiro, com o ator Rodolfo Mayer. Teve sucesso imediato e logo o monólogo passou a ser apresentado pelos teatros do Brasil e do mundo, contando com cerca de 800 mil apresentações mundiais. Teve temporada no Broadway, no Booth Theatre, em 1952, e foi representado mais de três mil vezes por Rodolfo Mayer que, praticamente, dedicou sua carreira artística à interpretação desta peça. Além dele, o ator espanhol Enrique Guitart também a encenou por cerca de três mil vezes. No Reino Unido, a peça foi produzida por Sean Connery. 

## Enredo
O monólogo narra as desventuras do escritor Gumercindo Tavares que decide abandonar a família e fugir com Eurídice, uma jovem bela e ambiciosa. Os dois vão para Mar del Plata, na Argentina. Ele a cobre de jóias e presentes caros, e ela, por sua vez, torra a fortuna do amante em cassinos, acabando por levá-lo à ruína financeira. Para reverter a situação, Gumercindo propõe vender as jóias, mas Eurídice não aceita. Após sete anos, Gumercindo retorna arrependido à sua família. Mas ela já não é a mesma: a esposa tem outro, a filha casou, e o filho havia morrido por causa da tuberculose. Nesse meio tempo, Eurídice reaparece e, novamente, o escritor pede-lhe as jóias de volta. Como ela recusa-se a devolvê-las, Gumercindo a mata.

## Leituras
- BLOCH, Pedro. As Mãos de Eurídice e Esta Noite Choveu Prata!. Coleção Prestígio, Ediouro - Grupo Coquetel.